# Radiotherapy & Oncology
Radiotherapy & Oncology is een internationaal, aan collegiale toetsing onderworpen wetenschappelijk tijdschrift op het gebied van de oncologie en de nucleaire geneeskunde. De naam wordt in literatuurverwijzingen meestal afgekort tot Radiother. Oncol. Het wordt uitgegeven door Elsevier namens de European Society for Therapeutic Radiology and Oncology en verschijnt maandelijks.